# Telmatobius stephani
Espèce
Statut de conservation UICN

 EN B1ab(iii)+2ab(iii) : En danger
Telmatobius stephani est une espèce d'amphibiens de la famille des Telmatobiidae.

## Répartition
Cette espèce est endémique de la Sierra d'El Manchao dans le département d'Andalgalá dans la province de Catamarca dans le nord-ouest de l'Argentine. Elle se rencontre entre 2 200 et 2 300 m d'altitude.

## Publication originale
- Laurent, 1973 : Nuevos datos sobre el género Telmatobius en el noroeste argentino con descripción de una nueva especie de la Sierra del Manchao. Acta Zoológica Lilloana, vol. 30, p. 163–187.